# Зелёная цикадка
Зелёная цикадка, или зелёная цикадочка (лат. Cicadella viridis) — палеарктический вид полужесткокрылых из семейства цикадок (Cicadellidae) в подотряде Auchenorrhyncha. Длина тела насекомых 5,5—9 мм. Питаются соками травянистых и древесных растений, высасывая их из листьев и стеблей. Во времена массового размножения они могут наносить вред культурным растениям, таким как фруктовые деревья, кустарники и культурные зерновые.

## Описание
Тело самки рыжеватое. Передние крылья бирюзовые с белой каймой; жилки на передних крыльях окаймлены тонкой чёрной полоской. Голова коричневатая или желтовата, с парой чёрных точек между глазами. Переднеспинка и щиток желтовато-зелёные. Брюшко синевато-чёрное. Самцы похожи на самок, но немного меньше их по размерам. Цвет передних крыльев тоже отличается от их цвета у самок, то есть у самцов передние крылья обычно тёмно-сине-зелёные иногда с пурпурным оттенком, тёмно-сине-зелёные или даже чёрные, редко зелёные.

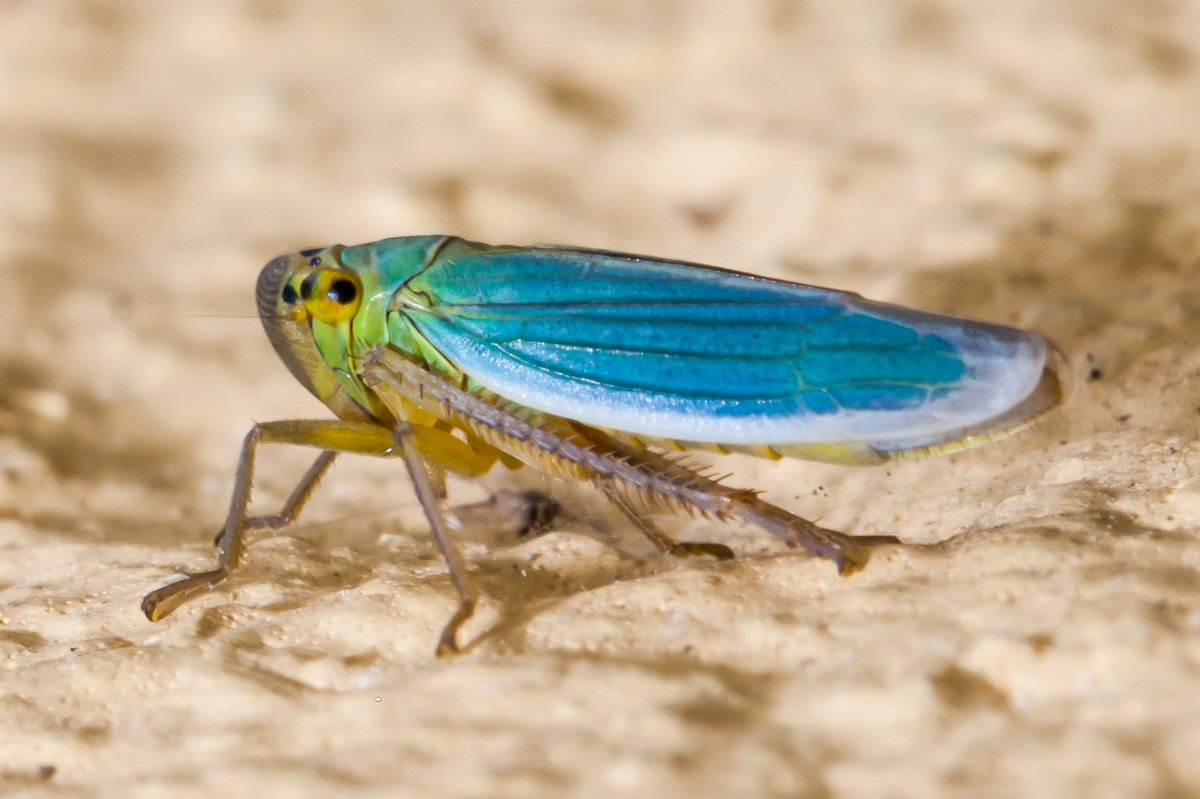

## Развитие и размножение
В умеренном климате Европы самки откладывают яйца в конце августа — начале ноября. Откладываются яйца в кучки по ~10 штук на такие растения как, например, пырей ползучий, мелколепестник канадский, ситник, тростник обыкновенный и камыш озёрный, а иногда даже и в стебли кустарниковых и древесных растений. Нимфы из яиц появляются весной. Превращение нимф в имаго происходит в июне или в июле. В более холодных частях Европы в год выводится одно поколение, в более тёплых — два, а некоторых отдельных регионах даже три поколения.

## Экология и местообитания
Зелёная цикадка встречается преимущественно возле болот, в болотистой местности и на сырых лугах. Цикадки — полифаги, питающиеся на моховидных рода сфагнум и на различных травяных растениях: бухарник мягкий, ситник, арундо, осока, тростник, просо, сыть, лабазник (таволга), манник, рис посевной, щавель, а также некоторые виды бобовых и виноград. Помимо моховидных и травянистой растительности они могут питаться на молодых деревьях, таких как яблоня, груша, вишня, ольха чёрная, персик, слива и шелковица.
Откладывание яиц внутрь побегов или стеблей винограда и молодых фруктовых деревьев в дальнейшем развитии растений может вызвать рак коры. Насекомые ещё являются переносчиками бактерий вида Xylella fastidiosa, которые развиваются в ксилеме растений; эти бактерии также являются смертоносными для винограда.

### Естественные враги
Цикадки могут стать добычей некоторых видов пауков, которые встречаются в местах обитания зелёной цикадки, например, охотник каёмчатый и Tetragnatha extensa.
Перепончатокрылые видов Anagrus breviphragma, Anagrus atomus, Anargus mutans и Anargus silwoodensis (паразитоиды; из семейства Mymaridae) откладывают свои яйца в яйца зелёной цикадки.

## Галерея

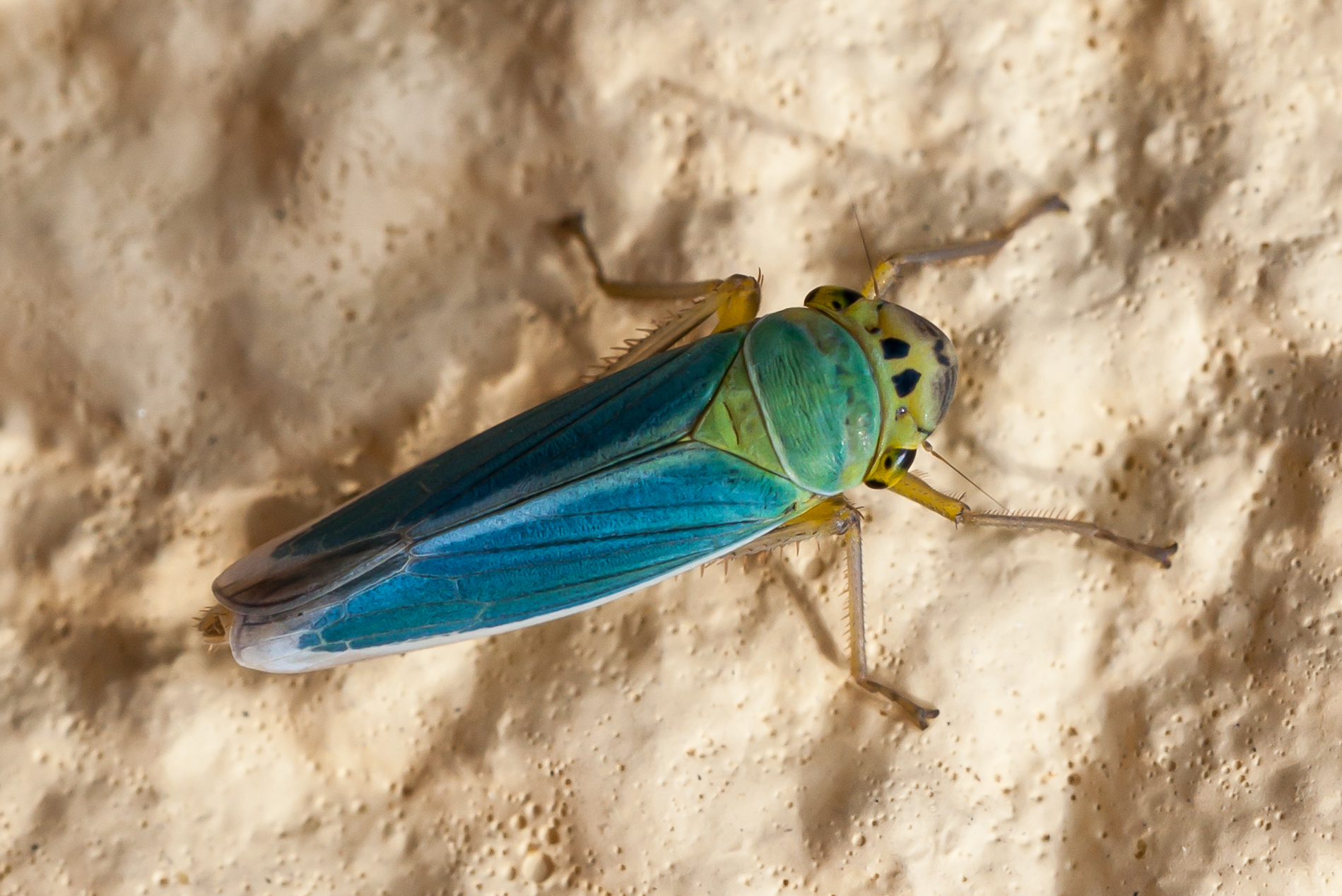
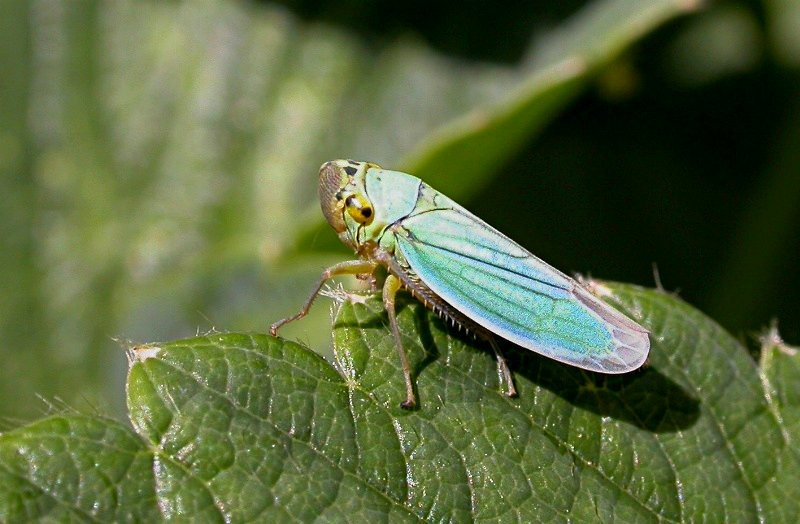
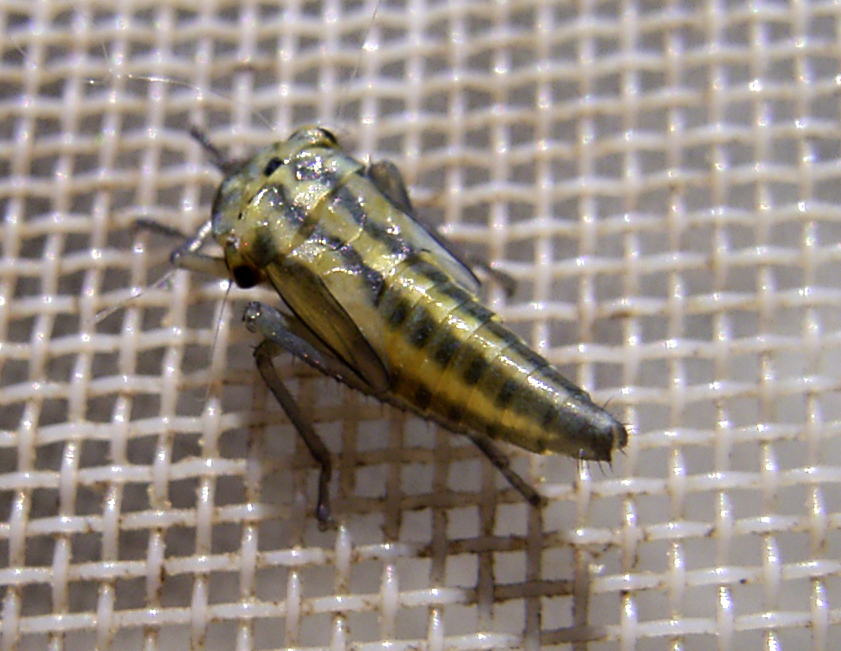
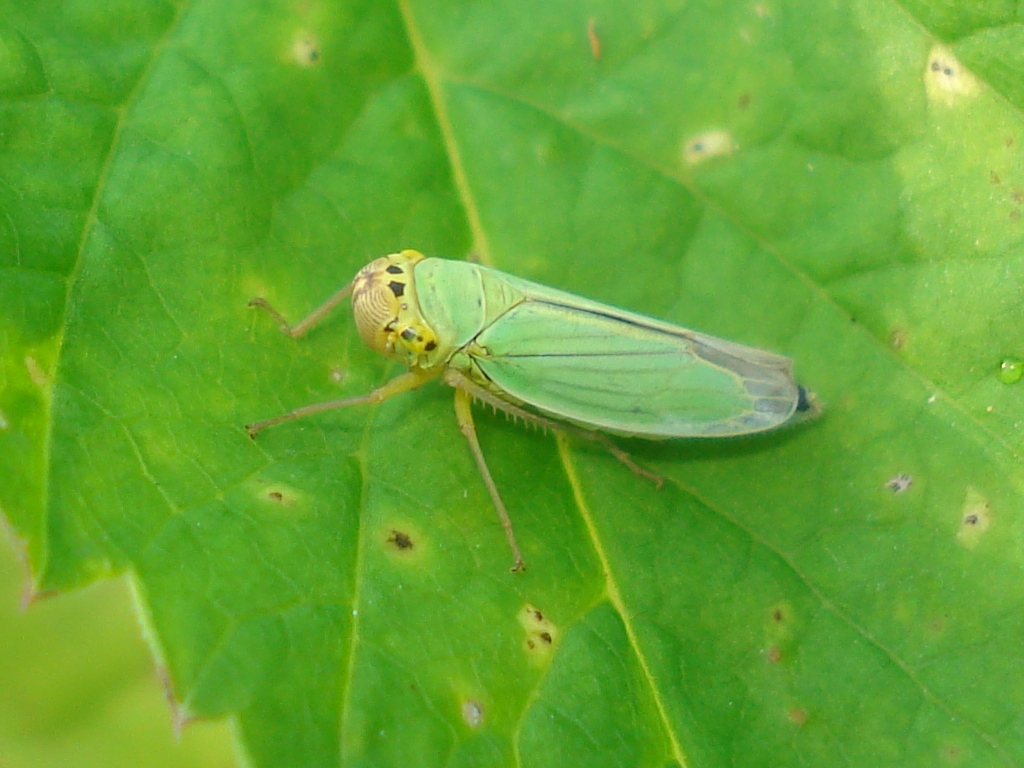
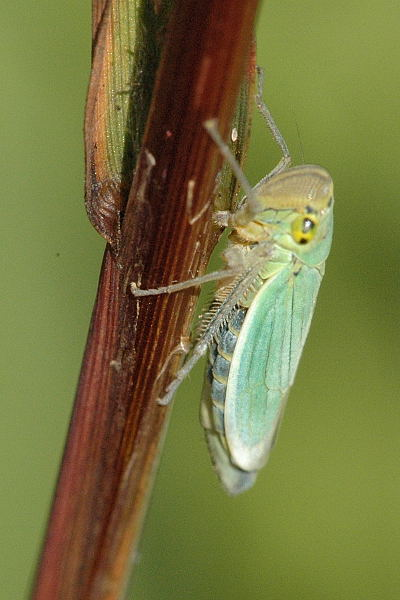